# Christian Gottlob Heyne
Christian Gottlob Heyne (n. 25 septembrie 1729 , Chemnitz, Saxonia – d. 14 iulie 1812, Göttingen) a fost un savant german, istoric, filolog și arheolog.

A fost, pentru o lungă perioadă, profesor universitar și director al bibliotecii Universității din Göttingen.

## Viața
Christian Gottlob Heyne s-a născut în orașul Chemnitz din Saxonia, la data de 25 septembrie 1729. Tatăl său era un țesător sărac, care părăsise Silezia, mutându-se în Saxonia pentru a-și putea menține religia protestantă. Educația tânărului Christian a fost susținută material de către nașul său. În 1748 a intrat la Universitatea din Leipzig, dar a întâmpinat mari greutăți în a-și asigura cele necesare traiului de zi cu zi. A fost ajutat de către clasicistul Johann Friedrich Christ, care l-au încurajat și i-a împrumutat texte în greaca veche și latină. A obținut o slujbă de meditator în familia unui bogat negustor francez din Leipzig, ceea ce i-a permis să-și continue studiile. În 1752, profesorul de drept Johann August Bach i-a acordat lui Heyne diploma de masterat.
O elegie scrisă de el în latină, la moartea unui prieten, i-a atras atenția a contelui Heinrich von Brühl, prim-ministrul regatului Saxoniei, care și-a exprimat dorința de a îl vedea pe autor. În consecință, în aprilie 1752, Heyne s-a dus la Dresda (capitala de atunci a Saxoniei). A fost bine primit și i s-a promis o slujbă de secretar și un salariu bun, dar spre dezamăgirea sa aceste promisiuni nu au fost împlinite. A urmat o nouă perioadă grea pentru Heyne și numai după multe solicitări insistente a obținut un mic post de funcționar la biblioteca contelui, cu un salariu de mizerie. A obținut venituri suplimentare traducând romane franțuzești, căutate de protipendada saxonă din acea epocă.
În 1755 a publicat în limba germană prima traducere a lui Tibullus, iar în 1756 a editat prima traducere a lui Epictet.
Din nefericire, invadarea Saxoniei în 1756 de către Prusia, în timpul Războiului de Șapte Ani, a dus și la distrugerea bibliotecii din Dresda, Heyne rămânând din nou pe drumuri. În 1757 i s-a oferit un post de meditator în familia Schönberg; acolo a întâlnit-o pe viitoarea sa soție.
În ianuarie 1758 și-a însoțit elevul la universitatea din Wittenberg, dar invazia prusacă l-a alungat și de acolo, în 1760. Bombardarea de către artileria prusacă a Dresdei, urmată de incendierea orașului la 18 iulie 1760, a distrus toate bunurile lui Heyne, inclusiv o ediție aproape terminată a lui Lucian din Samosata, bazată pe un manuscris valoros al bibliotecii din Dresda. 
În vara anului 1761, deși încă nu avea nici-un venit fix, Christian Gottlob Heyne s-a căsătorit și a devenit administrator al unei moșii a baronului von Löben. La sfârșitul anului 1762, s-a reîntors la Dresda, unde P. D. Lippert i-a încredințat sarcina de a pregăti textul latin pentru al treilea volum din Dactyliotheca (o descriere științifică și artistică a unei colecții de pietre prețioase).
În 1763 a reușit să ajungă profesor universitar, obținând o catedră la Universitatea din Göttingen. Aici l-a avut ca student, printre alții, pe Friedrich August Wolf, celebrul filolog de mai târziu. Onorariile sale au fost treptat majorate, iar celebritate lui în continuă creștere i-a adus oferte avantajoase din partea guvernelor altor state germane, oferte pe care Heyne le-a refuzat în mod constant. Simultan, el a ocupat și postul de director al bibliotecii universitare. Sub directoratul lui, Biblioteca Universității din Göttingen a crescut cantitativ și calitativ, având reputația de a fi una dintre bibliotecile academice de vârf din întreaga lume (statut pe care îl are și astăzi); meritul principal al lui Heyne este acela de a fi introdus metode inovatoare de catalogare și o politică "agresivă"  de achiziții internaționale. A ocupat această poziție până la moartea sa (14 iulie 1812).

## Opera
Spre deosebire de contemporanii săi, Christian Gottlob Heyne considera studiile gramaticale și de limbaj ca mijloace, nu ca un scop principal în filologie. Este considerat ca fiind primul savant modern care a început o tratare științifică a mitologiei grecești, dând, fără îndoială, un impuls puternic studiilor filologice ale altor savanți europeni din secolul al XVIII-lea. Lucrările sale unesc erudiția filologului, istoricului și arheologului cu judecata sigură și delicată a unui adevărat artist.
Principalii autori antici ai căror opere literare au fost editate de către Christian Gottlob Heyne sunt:
- Virgiliu (1767-1776)
- Tibullus (1772)
- Pindar (1774)
- Homer (Iliada - 1802)
- Apollodor din Atena (1782)
- Diodor din Sicilia (1790-1806)

O culegere conținând peste o sută de dizertații academice ale lui Heyne din perioada 1785-1812, a fost publicată sub titlul Opuscula academica. Unele dintre cele mai valoroase lucrări conținute în acest volum sunt cele referitoare la coloniile grecești, precum și cele privind istoria și arta etruscilor. De asemenea, este remarcabilă monografia sa Antiquarische Aufsätze (1778-1779) - o valoroasă colecție de eseuri în legătură cu istoria artei antice.